# BNP Paribas Open 2021
BNP Paribas Open 2021 (även känd som Indian Wells Masters 2021 var en tennisturnering för både herrar och damer som spelades i Indian Wells i Kalifornien i USA. Efter att tävlingen blivit inställd under föregående år på grund av covid-19-pandemin var den ursprungligen planerad att arrangeras mellan den 10 och 21 mars 2021. Tävlingen blev dock framflyttad till mellan 6 och 17 oktober 2021 på grund av logistikproblem påverkade av pandemin.
Det var den 47:e upplagan av herrtävlingen och den 32:a av damtävlingen. BNP Paribas Open klassificerades som en ATP Masters 1000-tävling på ATP-touren 2021 och en WTA 1000-tävling på WTA-touren 2021. Både herrarnas och damernas kvalificerings- samt huvudtävling ägde rum på Indian Wells Tennis Garden mellan den 4 oktober och 17 oktober 2021 och spelades utomhus på hardcourt.
Dominic Thiem var regerande mästare i herrsingeln från när turneringens senast hölls 2019. Thiem hade dock avslutat sin säsong i förväg på grund av en handledsskada och drog sig ur turneringen. Cameron Norrie vann herrsingeln, vilket var hans första ATP Masters 1000-titel och blev samtidigt den första manliga brittiska tennisspelaren att vinna BNP Paribas Open. Bianca Andreescu var regerande mästare i damsingeln från 2019, men hon förlorade i den tredje omgången mot Anett Kontaveit. Paula Badosa vann damsingeln, vilket var hennes första WTA 1000-titel och blev samtidigt den spanska kvinnan att vinna BNP Paribas Open.
Dubbelparen Nikola Mektić och Horacio Zeballos samt Elise Mertens och Aryna Sabalenka var regerande mästare i herr- respektive damdubbeln. Mektić och Zeballos valde att inte tävla tillsammans detta år. Toppseedade Mektić spelade med Mate Pavić, men de förlorade i kvartsfinalen. Zeballos spelade med Marcel Granollers, men de blev utslagna i den första omgången. Sabalenka valde att inte försöka försvara sin titel och Mertens spelade tillsammans med Hsieh Su-wei. Mertens lyckades dock försvara sin titel, vilket var hennes andra och Hsiehs tredje titel vid BNP Paribas Open.

## Mästare

### Herrsingel
- Cameron Norrie besegrade  Nikoloz Basilashvili, 3–6, 6–4, 6–1

### Damsingel
- Paula Badosa besegrade  Viktoryja Azaranka, 7–6(7–5), 2–6, 7–6(7–2)

Det var Badosas andra singeltitel på WTA-touren och hennes första i en WTA 1000-tävling.

### Herrdubbel
- John Peers /  Filip Polášek besegrade  Aslan Karatsev /  Andrej Rubljov, 6–3, 7–6(7–5)

### Damdubbel
- Hsieh Su-wei /  Elise Mertens besegrade  Veronika Kudermetova /  Jelena Rybakina, 7–6(7–1), 6–3